# 邢台県
邢台県（けいたい-けん）は、中華人民共和国河北省邢台市に存在した県。

## 歴史
邢台の歴史は殷代に邢が設置されたことに遡る。周代に邢国の国都の邢とされた。
秦朝により信都県が設置、前漢が成立すると前206年（高祖元年）に襄国県と改称された。589年（開皇9年）、隋朝は竜岡県と改称、596年（開皇16年）に邢州が設置されるとその州治とされた。
1120年（宣和2年）、宋朝は竜岡県を邢台県と改称、信徳府の府治とした。金代になると1129年（天会7年）に再び邢州の州治とされたが、元代の1262年（中統3年）には信徳府の府治、1265年（至元2年）には信徳路の路治とされ、明清代は信徳府の府治とされた。
中華民国が成立すると1913年（民国2年）に府制が廃止されたが、邢台県はそのまま存続した。
2020年6月23日、邢台県が襄都区・信都区に分割編入された。

## 行政区画
- 街道:豫譲橋街道
- 鎮:晏家屯鎮、祝村鎮、東汪鎮、南石門鎮、羊范鎮、皇寺鎮、会寧鎮、西黄村鎮、路羅鎮、将軍墓鎮、漿水鎮、宋家荘鎮
- 郷:太子井郷、竜泉寺郷、北小荘郷、城計頭郷、白岸郷、冀家村郷